# Sankt Petri kyrka, Gävle
Sankt Petri kyrka var en kyrka i Gävle, vilken var belägen vid korsningen Kaserngatan-Södra Kungsgatan. Kyrkan ritades av E.A. Hedin och uppfördes år 1895. Den hade två våningar, där den övre av dem var inredd till kyrksal med stora avrundade fönster. Entréfasaden vette mot Kungsgatan och hade två torn. När gatukorsningen skulle utvidgas år 1959 revs kyrkan.